# Bodenseeufer (Bodman-Ludwigshafen)
Das Gebiet Bodenseeufer (Bodman-Ludwigshafen) ist ein mit Verordnung vom 27. Januar 1984 ausgewiesenes Naturschutzgebiet (NSG-Nummer 3.132) im Gebiet der Gemeinde Bodman-Ludwigshafen am Bodensee im baden-württembergischen Landkreis Konstanz in Deutschland.

## Lage
Das rund 123 Hektar große Naturschutzgebiet Bodenseeufer (Bodman-Ludwigshafen) gehört naturräumlich zum Hegau bzw. Bodenseebecken. Es liegt auf einer Höhe von 400 m ü. NHN, zwischen den Ortsteilen Bodman und Ludwigshafen sowie dem zu Stockach gehörenden Ortsteil Espasingen und umfasst den Mündungsbereich der Stockacher Aach und die vorgelagerte Flachwasserzone am äußersten Westzipfel des Überlinger Sees. In der Literatur wird dieser auch als „Hangen = Ende des Sees“ bezeichnet.

## Schutzzweck
Wesentlicher Schutzzweck ist die Erhaltung der Flussniederung der Stockacher Aach und des Bodenseeufers am Ende des Überlinger Sees als Feuchtgebiet, das zahlreichen zum Teil vom Aussterben bedrohten Pflanzen- und Tierarten Lebensraum bietet und als Natur- und Kulturlandschaft von besonderer Eigenart und Schönheit ist.

## Flora und Fauna

### Flora
Aus der schützenswerten Flora sind folgende Arten (Auswahl) zu nennen:
- Schwertliliengewächse
  - Sibirische Schwertlilie (Iris sibirica), auch Wiesen-Schwertlilie genannt

### Fauna
Aus der Liste der Vogelarten sind folgende Spezies zu nennen (Auswahl):
- Eisvögel
  - Eisvogel (Alcedo atthis)
- Fliegenschnäpper
  - Nachtigall (Luscinia megarhynchos)
- Grasmückenartige
  - Teichrohrsänger (Acrocephalus scirpaceus), im Volksmund auch Rohrspatz genannt
- Lappentaucher
  - Zwergtaucher (Tachybaptus ruficollis)